# Rhyphelia variegata
Rhyphelia variegata là một loài nhện trong họ Salticidae.
Loài này thuộc chi Rhyphelia. Rhyphelia variegata được Eugène Simon miêu tả năm 1902.